# Janet Suzman
| Janet Suzman                              | Janet Suzman                              |
| Kattints az alábbi külső linkek egyikére! | Kattints az alábbi külső linkek egyikére! |
| ----------------------------------------- | ----------------------------------------- |
| Nem található szabad kép.(?)              |                                           |
| külső link · jogvédett                    | 2014-es portréja az The Independent-ben   |

Dame Janet Suzman (Johannesburg, 1939. február 9. –) Oscar-díjra jelölt dél-afrikai színésznő.

## Fiatalkora és családja
Három testvére van: egy bátyja, Jonathan, egy öccse, Paul és egy húga, Margaret. Édesapja Saul Suzman orosz származású vagyonos dohánykereskedő volt, aki egy farmján nevelte fel Suzmant. Nagynénje, Helen Suzman (született Gavronsky, 1917–2009) híres dél-afrikai politikus, képviselő és aktivista volt, aki a faji megkülönböztetés ellen küzdött.
Angolt és franciát tanult a Witwatersrandi Egyetemen (Johannesburg), mielőtt 1959-ben Londonba emigrált. Felvételt nyert a Londoni Zene- és Színházművészeti Akadémiára, és Manchesterben játszott a Library Színházban, amikor érdeklődést keltett, és átigazolták a Royal Shakespeare Company (RSC) társulatába.

## Pályafutása
A hatvanas és hetvenes években olyan jelentős shakespeare-i színművek főszerepeit nyerte el, mint A makrancos hölgy Kate-je, Jeanne d’Arc (VI. Henrik), Portia a A velencei kalmárból és Ophelia a Hamletből. Nem kellett sok, hogy a színpadról a televízióba jusson, és az RSC a BBC Play of the Month műsorban sugározza a Három nővért, a Macbethet és a Hedda Gablert. 1971-ben megkapta első filmes főszerepét a Cárok végnapjai című romantikus történelmi filmdrámában, amiért Oscar-díjra jelölték.
Az Antonius és Kleopátra színpadi sikerén felbuzdulva filmre rögzítették, és 1974-ben sugározták a televízióban. Suzman továbbra is a színházi karrierjére összpontosított, és néha vállalt el filmes szerepeket, mint a Black Windmill és az Elkárhozottak utazása. 1981-ben Mexikóban forgatta Ian McKellennel A szerelem oltárán című filmet, amely az angol író, D. H. Lawrence és felesége önkéntes száműzetésének éveiről szól. 
A színészkedéstől visszavonulva a rendezői székbe telepedett, a mai napig a színházban tevékenykedik (2017).

## Magánélete
1986-ban Suzman elvált férjétől, a rendező Trevor Nunntól, és egyedül nevelte közös fiúkat, Josht. 

## Filmográfia

### Film
| Év   | Magyar cím                       | Eredeti cím                   | Szerep             | Magyar hang        |
| ---- | -------------------------------- | ----------------------------- | ------------------ | ------------------ |
| 1971 | Cárok végnapjai                  | Nicholas and Alexandra        | Alekszandra cárné  | Menszátor Magdolna |
| 1972 | Mihaszna Joe halálának egy napja | A Day in the Death of Joe Egg | Sheila             |                    |
| 1974 |                                  | The Black Windmill            | Alex Tarrant       |                    |
| 1976 | Elkárhozottak utazása            | Voyage of the Damned          | Leni Strauss       | Borbás Gabi        |
| 1976 | Elkárhozottak utazása            | Voyage of the Damned          | Leni Strauss       | Koffler Gizi       |
| 1980 |                                  | Nijinsky                      | Emilia Marcua      |                    |
| 1981 | A szerelem oltárán               | Priest of Love                | Frieda Lawrence    |                    |
| 1982 | A rajzoló szerződése             | The Draughtsman's Contract    | Virginia Herbert   | Andai Györgyi      |
| 1983 | És a hajó megy                   | And the Ship Sails On         | Edmea Tetua        |                    |
| 1989 | Forrongó évszak                  | A Dry White Season            | Susan du Toit      | Menszátor Magdolna |
| 1989 | Forrongó évszak                  | A Dry White Season            | Susan du Toit      | Gruber Zita        |
| 1990 | Apócák a pácban                  | Nuns on the Run               | főnővér            | Dallos Szilvia     |
| 1992 | Leon, a disznópásztor            | Leon the Pig Farmer           | Judith Geller      | Andai Györgyi      |
| 2002 | Max                              | Max                           | Max anyja          | Pásztor Erzsi      |
| 2013 | Felix: Éljen a jazz              | Felix                         | Mrs. Cartwright    |                    |
| 2023 |                                  | Consecration                  | zárda főnökasszony |                    |

### Televízió
| Év        | Magyar cím                 | Eredeti cím                                | Szerep                       | Megjegyzések                                |
| --------- | -------------------------- | ------------------------------------------ | ---------------------------- | ------------------------------------------- |
| 1964      |                            | Festival                                   | Luciana                      | 1 epizód                                    |
| 1965      | A rózsák háborúja          | The Wars of the Roses                      | Anna királyné / Jeanne d’Arc | minisorozat (2 epizód)                      |
| 1966      |                            | Lord Raingo                                | Delphine                     | 4 epizód                                    |
| 1966      |                            | Conflict                                   | Jeanne d’Arc                 | 1 epizód                                    |
| 1966      |                            | Theatre 625                                | Edith Swan-Neck / Mary       | 3 epizód                                    |
| 1968–1972 |                            | BBC Play of the Month                      | több szerep                  | 4 epizód                                    |
| 1970      |                            | Solo                                       | Charlotte Brontë             | 1 epizód                                    |
| 1974      |                            | Twelfth Night                              | Viola                        | tévéfilm                                    |
| 1974      | Antonius és Kleopátra      | Antony and Cleopatra                       | Kleopátra                    | - tévéfilm - magyar hangja: - Almási Éva    |
| 1974      |                            | Miss Nightingale                           | Florence Nightingale         | tévéfilm                                    |
| 1976      |                            | Clayhanger                                 | Hilda Clayhanger             | 21 epizód                                   |
| 1979      | Ház a Garibaldi utcában    | The House on Garibaldi Street              | Hedda                        | - tévéfilm - magyar hangja: - Pásztor Erzsi |
| 1980      |                            | The Greeks: A Journey in Space and Time    | Klütaimnésztra               | 3 epizód                                    |
| 1980      |                            | Escape                                     | Wendy Woods                  | 1 epizód                                    |
| 1982      |                            | Praise                                     | Adelaide Graham              | tévéfilm                                    |
| 1984      | Robin Hood mókás kalandjai | The Zany Adventures of Robin Hood          | Eleanor                      | tévéfilm                                    |
| 1984      |                            | The Midsummer Marriage                     | Sosostris                    | tévéfilm                                    |
| 1985      |                            | Time for Murder                            | Avon Eve                     | 1 epizód                                    |
| 1986      |                            | Lord Mountbatten: The Last Viceroy         | Lady Edwina Mountbatten      | minisorozat (6 epizód)                      |
| 1986      | Az éneklő detektív         | The Singing Detective                      | Nicola                       | minisorozat (5 epizód)                      |
| 1988      |                            | Theatre Night                              | Frosine                      | 1 epizód                                    |
| 1989      |                            | 4 Play                                     | Judith                       | 1 epizód                                    |
| 1992      |                            | Horizon                                    | narrátor                     | 1 epizód                                    |
| 1992      |                            | The Secret Agent                           | Margaret                     | minisorozat (3 epizód)                      |
| 1993      | Morse felügyelő            | Inspector Morse                            | Dr. Claire Brewster          | 1 epizód                                    |
| 1994      |                            | Hildegard of Bingen                        | Marchioness                  | tévéfilm                                    |
| 1997      |                            | Ruth Rendell Mysteries                     | Cecily Branksome             | 1 epizód                                    |
| 2005      |                            | Hiroshima                                  | Kinuko Doi (hangja)'         | tévéfilm                                    |
| 2006–2007 |                            | Trial & Retribution                        | Winifred Morgan              | 2 epizód                                    |
| 2008      |                            | The Colour of Magic                        | Ninereeds                    | 1 epizód                                    |
| 2010      | Kisvárosi gyilkosságok     | Midsomer Murders                           | Lady Matilda William         | 1 epizód (epizód: Guillaume kardja)         |
| 2011–2012 |                            | Tinga Tinga Tales                          | Ostrich (hangja)             | 21 epizód                                   |
| 2012      |                            | Sinbad                                     | Safia / nagymama             | 4 epizód                                    |
| 2012      |                            | Labyrinth                                  | Esclarmonde                  | minisorozat (2 epizód)                      |
| 2012      |                            | Moominland Tales: The Life of Tove Jansson | elbeszélő                    | tévéfilm                                    |
| 2020      | A Korona                   | The Crown                                  | irodalmi ügynök              | 1 epizód                                    |

## Művei
- Suzman, Janet – Not Hamlet: Meditations on the Frail Position of Women in Drama. Oberon Masters. 2012. ISBN 9781849432016
- Suzman, Janet – The Free State: A South African Response to Chekhov's The Cherry Orchard. Oberon Masters. 2011. ISBN 9781849431330

## Díjak és jelölések
| Év   | Cím                                         | Díj                                                                | Eredmény |
| ---- | ------------------------------------------- | ------------------------------------------------------------------ | -------- |
| 1972 | Cárok végnapjai                             | Oscar-díj a legjobb női főszereplőnek                              | Jelölve  |
| 1972 | Cárok végnapjai                             | Golden Globe-díj az év színésznő felfedezettjének                  | Jelölve  |
| 1972 | Cárok végnapjai                             | BAFTA-díj a legígéretesebb elsőfilmes főszereplőnek                | Jelölve  |
| 1972 | Mihaszna Joe halálának egy napja            | Amerikai Filmkritikusok Nemzeti Szövetsége: Legjobb női főszereplő | Jelölve  |
| 1973 | Mihaszna Joe halálának egy napja            | New York-i Filmkritikusok Köre: Legjobb női főszereplő             | Jelölve  |
| 1975 | Antonius és Kleopátra BBC Play of the Month | BAFTA TV díj a legjobb színésznőnek                                | Jelölve  |